# Cronce
Cronce település Franciaországban, Haute-Loire megyében. Lakosainak száma 70 fő (2022. január 1.). Cronce Chazelles, Arlet, Chastel, Ferrussac, Pinols és Saint-Austremoine községekkel határos.

## Népesség
A település népességének változása:
| Lakosok száma | 119  | 114  | 110  | 84   | 87   | 83   | 75   | 71   | 69   | 70   |
|               | 1968 | 1982 | 1990 | 2006 | 2013 | 2015 | 2017 | 2019 | 2020 | 2022 |